# جاده ملی ۷۳ سوئد

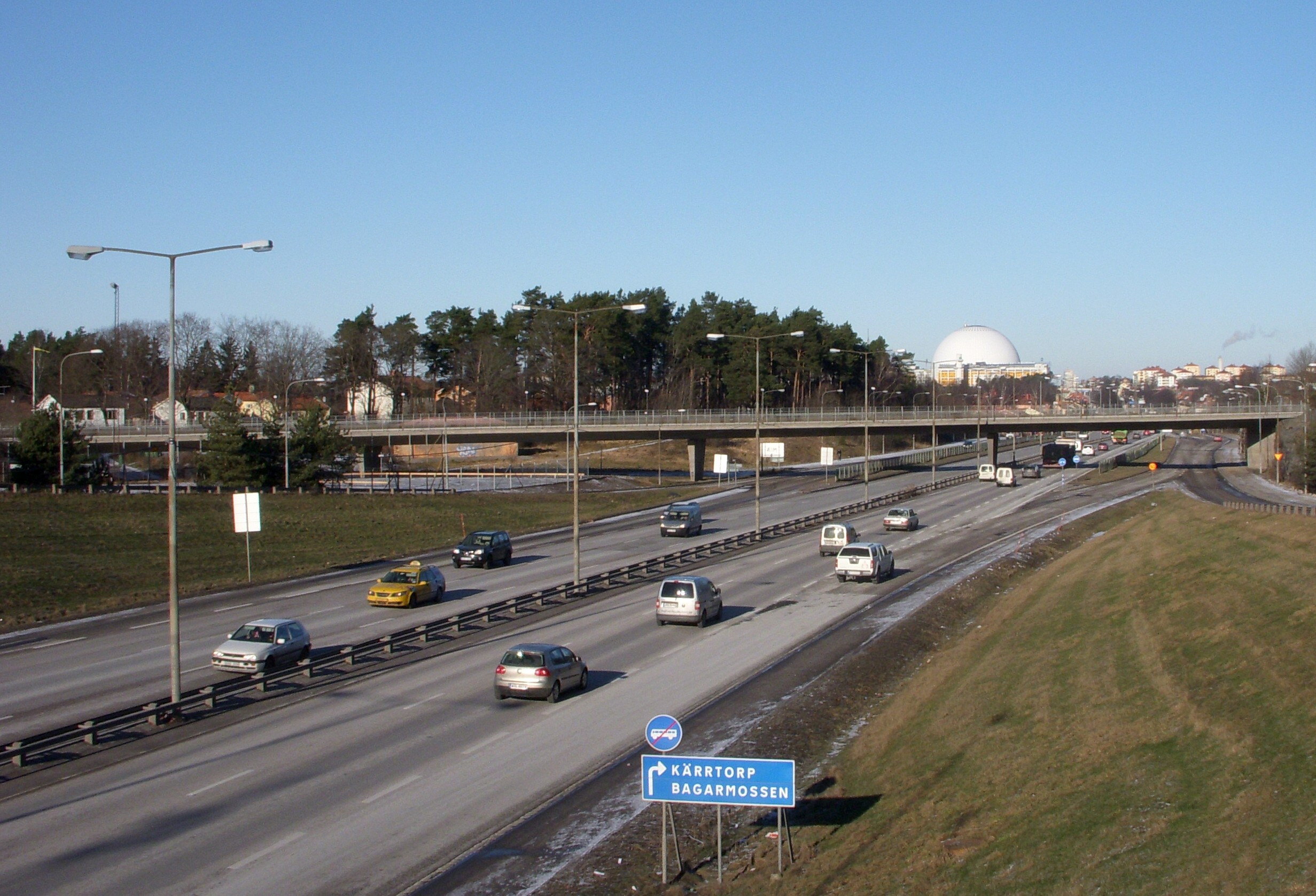
Nynäsvägen در استکهلم

جاده ملی سوئد ۷۳ (Riksväg 73), Nynäsvägen)یک جاده ملی در سوئد است که استکهلم و نینشمن را بهم پیوند می‌دهد. طول این جاده ۵۷;کیلومتر (۳۵ مایل) است.